# Allium balansae
Allium balansae är en amaryllisväxtart som beskrevs av Pierre Edmond Boissier. Allium balansae ingår i släktet lökar, och familjen amaryllisväxter. Inga underarter finns listade i Catalogue of Life.